# Chris Lee (cantante)
Chris Lee, pseudonimo di Kristoffer Lie (28 ottobre 1982), è un cantante e rapper norvegese.

## Biografia
Worry No (2008), album in studio d'esordio dell'artista, ha ricevuto una nomination per lo Spellemannprisen all'hip hop. L'anno successivo viene reso disponibile per il consumo il secondo LP, dal titolo Love Ghost; il progetto, anch'esso candidato per il riconoscimento sopraccitato, ha esordito al 30º posto della VG-lista. Esso contiene Drunk Dialer, Monkey e Talk to the Hand, tutte e tre le tracce classificatesi nella top ten norvegese.

## Discografia

### Album in studio
- 2008 – Worry No
- 2009 – Love Ghost

### Singoli
- 2007 – Weak
- 2009 – Monkey
- 2009 – Talk to the Hand